# Tótfalu (Magyarország)
Tótfalu vagy Tótfalupuszta elpusztult falu Vas vármegyében, Felsőmarác területén.
Eredete egészen a 12. századig nyúlik vissza, amikor a Nádasd-nemzetség szláv (feltehetőleg szlovén) telepeseket hozott a területre, minden bizonnyal ezért nevezték Tótfalu-nak, mert a magyarok a középkorban minden szlávra a tót megjelölést használták. A település a Berki-patak felett egy magaslaton foglalt helyet. Mára nem lakik itt senki sem.
A Nádasd-nemzetség után a falut a Maráczyak birtokolták Felsőmaráccal együtt, a 16. századtól pedig a Csányiaké, akik kastélyt építettek itt. A török háborúk alatt a kastélyból egy kicsiny végvár lett, mely a magyar végvárrendszer legkisebb és egyben legtávolabbi részét képezte. Mindössze tíz hajdú szolgált benne. Az erődítményt az 1664-es támadó hadjárat során a törökök elpusztították, ekkori ura, Csányi Bernát pedig a szentgotthárdi csatában esett el, amelyet innen nem messze vívtak meg.
A kastély később újra felépült és a 18. században szolgabírói rezidenciává alakították át. A lakosság az 1853. évi tífuszjárvány során alaposan megfogyatkozott és csak a major maradt meg, amit a 20. században csupán 20 ember lakott. 1949-ben a lakóházak tűz martalékává váltak és a lakók elköltöztek, 1961-ben pedig végleg felszámolták a külterületi lakotthelyet.
2006 nyarán emléktáblát avattak az egykori falu helyén.

## Külső hivatkozás
Vas Népe 2006. augusztus 14-i száma